# Železniční trať Iksan – Josu
Železniční trať Iksan – Josu (korejsky 전라선 – Čŏllasŏn) je 180 kilometrů dlouhá železniční trať v Jižní Koreji, která vede od města Iksan v provincii Severní Čolla do města Josu v provincii Jižní Čolla. Je částečně dvojkolejná (úsek Iksan – Jočchon) a částečně jednokolejná (úsek Jočchon – Josu). 
Trať slouží osobním vlakům jedoucím ze Soulu, hlavního města Jižní Korey, na jih do Josu. Ty vyjíždí ze Soulu po trati Soul – Pusan, v Tedžonu přejíždějí na trať Tedžon – Mokpcho a na trať Iksan – Josu následně přejíždějí v Iksanu.

## Dějiny
Dějiny tratě začínají otevřením soukromé úzkorozchodné železnice v okolí Čondžu v roce 1917. V roce 1927 byla zestátněna a od dubna 1928 převáděna na normální rozchod. V roce 1931 byl dokončen úsek z Čondžu do Namwonu, pak v roce 1933 úsek z Namwonu do Koksongu a pak v roce 1936 úsek z Koksongu do Sunčchonu. Úsek ze Sunčchonu do Josu byl už předtím v roce 1930 dokončen jako část trati z Kwangdžu do Josu.